# Třída O'Byrne
Třída O'Byrne byla třída ponorek francouzského námořnictva. Celkem byly postaveny tři jednotky této třídy. Francouzské námořnictvo je provozovalo v letech 1921–1935.

## Pozadí vzniku
Celkem byly postaveny tři jednotky této třídy. Konstrukčně představovaly typ Laubeuf. Původně byly objednány pro rumunské námořnictvo, ale kvůli válce byly zrekvírovány. Stavbu zajistila francouzská loděnice Schneider v Chalon-sur-Saône. Kýly ponorek byly založeny roku 1917 a do služby byly přijaty roku 1921.
Jednotky třídy O'Byrne:
| Jméno                        | Založení kýlu | Spuštěn         | Vstup do služby | Osud           |
| ---------------------------- | ------------- | --------------- | --------------- | -------------- |
| O'Byrne (SC 5)               | 1917          | 22. května 1919 | 1921            | Vyřazena 1935. |
| Henry Fournier (SC 6)        | 1917          | 30. září 1919   | 1921            | Vyřazena 1935. |
| Louis Dupetit-Thouars (SC 7) | 1917          | 1920            | 1921            | Vyřazena 1928. |

## Konstrukce
Ponorky měly dvouplášťový trup. Výzbroj představoval jeden 47mm/50 kanón M1902 a čtyři 450mm torpédomety se zásobou čtyř torpéd. Pohonný systém tvořily dva čtyřválcové vznětové motory Schneider-Carels o výkonu 1020 hp pro plavbu na hladině a dva elektromotory o výkonu 400 hp pro plavbu pod hladinou. Lodní šrouby byly dva. Nejvyšší rychlost dosahovala čtrnáct uzlů na hladině a osm uzlů pod hladinou. Dosah byl 1850 námořních mil při rychlosti deset uzlů na hladině a 55 námořních mil při rychlosti pět uzlů pod hladinou.